# Чемпіонат Європи із самбо 2017
XXXVI чемпіонат Європи із самбо проходив з 19 по 21 травня 2017 року у Мінську (Білорусь). Було розіграно 27 комплектів нагород.

## Загальний медальний залік
| Місце                | Країна               | Золото | Срібло | Бронза | Загалом |
| -------------------- | -------------------- | ------ | ------ | ------ | ------- |
| 1                    | Росія (RUS)          | 18     | 3      | 5      | 26      |
| 2                    | Білорусь (BLR)       | 3      | 5      | 11     | 19      |
| 3                    | Україна (UKR)        | 2      | 6      | 8      | 16      |
| 4                    | Грузія (GEO)         | 2      | 3      | 4      | 9       |
| 5                    | Вірменія (ARM)       | 1      | 2      | 5      | 8       |
| 6                    | Болгарія (BUL)       | 1      | 1      | 4      | 6       |
| 7                    | Азербайджан (AZE)    | 0      | 2      | 0      | 2       |
| 8                    | Литва (LTU)          | 0      | 1      | 4      | 5       |
| 9                    | Франція (FRA)        | 0      | 1      | 3      | 4       |
| 10                   | Молдова (MDA)        | 0      | 1      | 1      | 2       |
| 11                   | Сербія (SRB)         | 0      | 1      | 0      | 1       |
| 11                   | Хорватія (CRO)       | 0      | 1      | 0      | 1       |
| 13                   | Німеччина (GER)      | 0      | 0      | 3      | 3       |
| 14                   | Естонія (EST)        | 0      | 0      | 2      | 2       |
| 14                   | Румунія (ROM)        | 0      | 0      | 2      | 2       |
| 16                   | Іспанія (ESP)        | 0      | 0      | 1      | 1       |
| Загалом (16 збірних) | Загалом (16 збірних) | 27     | 27     | 53     | 107     |

## Медалісти

### Чоловіки
| Вагова категорія | Золото                       | Срібло                     | Бронза                                              |
| ---------------- | ---------------------------- | -------------------------- | --------------------------------------------------- |
| до 52 кг         | Тигран Кіракосян Вірменія    | Агасіф Самедов Азербайджан | Левані Берерашвілі Грузія Олексій Клюкін Росія      |
| до 57 кг         | Володимир Гладких Росія      | Вахтанг Чидрашвілі Грузія  | Владислав Бурдь Білорусь Максим Манукян Вірменія    |
| до 62 кг         | Володимир Березовський Росія | Артур Саакян Вірменія      | Вадим Фомін Естонія Звіад Одошашвілі Грузія         |
| до 68 кг         | Олександр Кокша Білорусь     | Еміль Гасанов Азербайджан  | Ласло Сьоке Румунія Рамед Гукєв Росія               |
| до 74 кг         | Леван Нахуцрішвілі Грузія    | Ашот Мартиросян Болгарія   | Степан Попов Білорусь Арсен Казарян Вірменія        |
| до 82 кг         | Алі Куржев Росія             | Тимофій Ємельянов Білорусь | Олексій Ніженко Україна Ніко Куція Грузія           |
| до 90 кг         | Михайло Полянсков Росія      | Паата Гвініашвілі Грузія   | Валентин Жордан Франція Олексій Степаньков Білорусь |
| до 100 кг        | В'ячеслав Михайлін Росія     | Денис Тачий Молдова        | Андрій Казусьонок Білорусь Андрій Болобан Україна   |
| понад 100 кг     | Юрій Рибак Білорусь          | Аслан Камбієв Росія        | Бека Бердзенішвілі Грузія Давід Фернандес Іспанія   |

### Жінки
| Вагова категорія | Золото                      | Срібло                    | Бронза                                                 |
| ---------------- | --------------------------- | ------------------------- | ------------------------------------------------------ |
| до 48 кг         | Олена Бондарєва Росія       | Лейла Аббасова Білорусь   | Цвєтеліна Цвєтнова Болгарія Анастасія Новікова Україна |
| до 52 кг         | Анастасія Полікарпова Росія | Марія Буйок Україна       | Марина Жарська Білорусь Магдалена Варбанова Болгарія   |
| до 56 кг         | Анастасія Валова Росія      | Крістіна Казаной Білорусь | Лора Фурньє Франція Наталія Ільків Україна             |
| до 60 кг         | Анастасія Шевченко Україна  | Аріна Пчелінцева Росія    | Даніела Поронеану Румунія Сабіна Артемчук Молдова      |
| до 64 кг         | Тетяна Мацко Білорусь       | Майя Благоєвич Хорватія   | Анна Щербакова Росія Юлія Храмова Україна              |
| до 68 кг         | Анастасія Хомячкова Росія   | Івана Яндрич Сербія       | Катерина Москальова Україна Анжела Жилінська Білорусь  |
| до 72 кг         | Ніно Одзелашвілі Грузія     | Ірина Алєксєєва Росія     | Наталія Смаль Україна Ольга Намазова Білорусь          |
| до 80 кг         | Марія Оряшкова Болгарія     | Галина Ковальська Україна | Дайна Амбарцумова Росія Світлана Тимошенко Білорусь    |
| понад 80 кг      | Анастасія Сапсай Україна    | Елене Кебадзе Грузія      | Анна Балашова Росія Елена Чирак Франція                |

### Бойове самбо
| Вагова категорія | Золото                  | Срібло                       | Бронза                                                 |
| ---------------- | ----------------------- | ---------------------------- | ------------------------------------------------------ |
| до 52 кг         | Володимир Ламанов Росія | Григорій Мхітарян Вірменія   | Гінтаутас Каткус Литва                                 |
| до 57 кг         | Курбан Магомедов Росія  | Андрій Кучеренко Україна     | Харутян Саргсян Вірменія Артур Крухов Білорусь         |
| до 62 кг         | Олександр Саліков Росія | Олександр Воропаєв Україна   | Коля Карапетян Вірменія Нік Шандер Німеччина           |
| до 68 кг         | Павло Пантелєєв Росія   | Антуан Лефевр Франція        | Іван Крастєв Болгарія Аурімас Крукаускас Литва         |
| до 74 кг         | Ованес Абгарян Росія    | Едуард Муравицький Білорусь  | Міхаіл Ніколов Болгарія Міхаель Осмоловський Німеччина |
| до 82 кг         | Ікрам Аліскеров Росія   | Дмитро Баток Україна         | Ілля Дровнясін Естонія Міндаугас Вержбіцкас Литва      |
| до 90 кг         | Султан Алієв Росія      | Володимир Сутоцький Білорусь | Петро Давиденко Україна Едгард Мехрабян Вірменія       |
| до 100 кг        | Михайло Мохнаткін Росія | Теодорас Аукстуоліс Литва    | Бйорн Бачманн Німеччина Сергій Фірсов Білорусь         |
| понад 100 кг     | Денис Гольцов Росія     | Размік Тоноян Україна        | Артур Захаренко Білорусь Еймантас Вайкасас Литва       |